# Andrid
Andrid (Érendréd en hongrois) est une commune roumaine du județ de Satu Mare, dans la région historique de Transylvanie et dans la région de développement du Nord-Ouest.

## Géographie
La commune d'Andrid est située dans le sud-ouest du județ, à la limite avec le județ de Bihor, dans la plaine du Someș, sur les rives de la rivière Ier, affluent de la Barcău, à 24 km au sud de Carei et à 59 km au sud-ouest de Satu Mare, le chef-lieu du județ.
La municipalité est composée des trois villages suivants (population en 2002) :
- Andrid (1 321), siège de la commune ;
- Dindești (800) ;
- Irina (560).

## Histoire
La première mention écrite du village d'Andrid date de 1332 sous le nom hongrois de Endred. Irina est mentionné dès 1278 et Dindești en 1323.
La commune, qui appartenait au royaume de Hongrie, faisait partie de la principauté de Transylvanie et elle en a donc suivi l'histoire. De 1829 à 1839, la commune a subi de nombreuses secousses telluriques qui ont provoqué de nombreuses destructions.
Après le compromis de 1867 entre Autrichiens et Hongrois de l'empire d'Autriche, la principauté de Transylvanie disparaît et, en 1876, le royaume de Hongrie est partagé en comitats. Andrid intègre le comitat de Szatmár (Szatmár vármegye).
À la fin de la Première Guerre mondiale, l'Empire austro-hongrois disparaît et la commune rejoint la Grande Roumanie au traité de Trianon et le județ de Satu Mare.
En 1940, à la suite du deuxième arbitrage de Vienne, elle est annexée par la Hongrie jusqu'en 1944, période durant laquelle sa communauté juive est exterminée par les nazis. Elle réintègre la Roumanie après la Seconde Guerre mondiale au traité de Paris en 1947.

## Politique
Le conseil municipal d'Andrid compte 11 sièges de conseillers municipaux. À l'issue des élections municipales de juin 2008, Tibor Papp (UDMR) a été élu maire de la commune.
| Parti                                      | Nombre de conseillers |
| ------------------------------------------ | --------------------- |
| Union démocrate magyare de Roumanie (UDMR) | 7                     |
| Parti national libéral (PNL)               | 2                     |
| Parti démocrate-libéral (PD-L)             | 2                     |

## Religions
En 2002, la composition religieuse de la commune était la suivante :
- Chrétiens orthodoxes, 53,45 % ;
- Réformés, 39,64 % ;
- Catholiques romains, 2,94 % ;
- Grecs-Catholiques, 2,12 %.

## Démographie
Andrid fait partie des communes du județ de Satu Mare qui avait une très forte majorité de population hongroise au début du XXe siècle et qui ont vu cette population décliner tout au long du siècle (avec un pic au lendemain du rattachement de la Transylvanie à la Roumanie en 1919) pour devenir minoritaire au début du XXIe siècle.
En 1910, à l'époque austro-hongroise, la commune comptait (26,94 %) 2 885 Hongrois (72,71 %), 1 069 Roumains et 13 Allemands (0,33 %),.
En 1930, on dénombrait 2 031 Roumains (46,14 %), 1 674 Hongrois (38,03 %), 385 Allemands (8,75 %), 138 Juifs (3,13 %) et 140 Tsiganes (3,18 %).
En 1956, après la Seconde Guerre mondiale, 2 452 Roumains (53,34 %) côtoyaient des Hongrois (46,53 %), la minorité allemande ayant été expulsée et les minorités juive et tsigane détruites.
En 2002, la commune comptait 1 369 Roumains (51,06 %), 1 145 Hongrois (42,70 %) et 161 Tsiganes (6,00 %). On comptait à cette date 1 000 ménages et 935 logements.
| 1880  | 1890  | 1900  | 1910  | 1920  | 1930  | 1941  | 1956  | 1966  |
| ----- | ----- | ----- | ----- | ----- | ----- | ----- | ----- | ----- |
| 3 445 | 3 570 | 3 839 | 3 968 | 3 902 | 4 402 | 4 846 | 4 597 | 4 505 |

| 1977  | 1992  | 2002  | 2007  | - | - | - | - | - |
| ----- | ----- | ----- | ----- | - | - | - | - | - |
| 3 733 | 2 775 | 2 681 | 2 512 | - | - | - | - | - |

## Économie
L'économie de la commune repose sur l'agriculture et l'élevage.

## Communications

### Routes
- Andrid est située sur la route régionale DJ108M qui avec Dindești, Irina, Tiream et Carei au nord-est et Pir et Tășnad au sud-est. La route DJ169C se dirige au nord vers Pișcolt et la nationale DN19 Oradea-Satu Mare.

## Lieux et monuments
- Andrid, église orthodoxe datant de 1840[9].
- Andrid, église réformée datant de 1787, reconstruite au XIXe siècle[10].
- Dindești, église réformée datant de 1846[10].
- Dindești, église orthodoxe St Nicolas terminée en 1800 dans le style baroque, classée monument historique[9],[11].
- Irina, église réformée datant de 1804-1807[10].
- Irina, église orthodoxe datant de 1818[9].